# Grayling (Alaska)
Grayling es una ciudad situada en el área censal de Yukón-Koyukuk, Alaska, Estados Unidos. Tiene una población estimada, a mediados de 2021, de 208 habitantes.
La población de la localidad está mayoritariamente compuesta por indios Holicachuk y Athabascan.

## Demografía
Según el censo de 2020, en ese momento la localidad tenía una población de 210 habitantes. La densidad de población era de 7.22 hab./km². El 89.05% de los habitantes eran nativos de Alaska, el 2.38% eran blancos y el 8.57% eran de una mezcla de razas. Del total de la población, el 0.48% es hispano o latino.

## Localidades adyacentes
El siguiente diagrama muestra a las localidades más próximas a Grayling.